# Leucauge macrochoera
Leucauge macrochoera este o specie de păianjeni din genul Leucauge, familia Tetragnathidae. A fost descrisă pentru prima dată de Thorell, 1895. Conține o singură subspecie: L. m. tenasserimensis.